# Tanjong Kapai
Tanjong Kapai is een bestuurslaag in het regentschap Aceh Timur van de provincie Atjeh, Indonesië. Tanjong Kapai telt 689 inwoners (volkstelling 2010).